# Hoa hậu Quốc tế 1988
Hoa hậu Quốc tế 1988 là cuộc thi Hoa hậu Quốc tế lần thứ 28, được tổ chức vào ngày 17 tháng 7 năm 1988 tại Events Plaza Future Watch, Gifu, Nhật Bản. 46 thí sinh tham gia cuộc thi năm nay. Trong đêm chung kết, Hoa hậu Quốc tế 1987 Laurie Simpson đến từ Puerto Rico đã trao lại vương miện cho người kế nhiệm, cô Catherine Alexandra Gude đến từ Na Uy.

## Kết quả

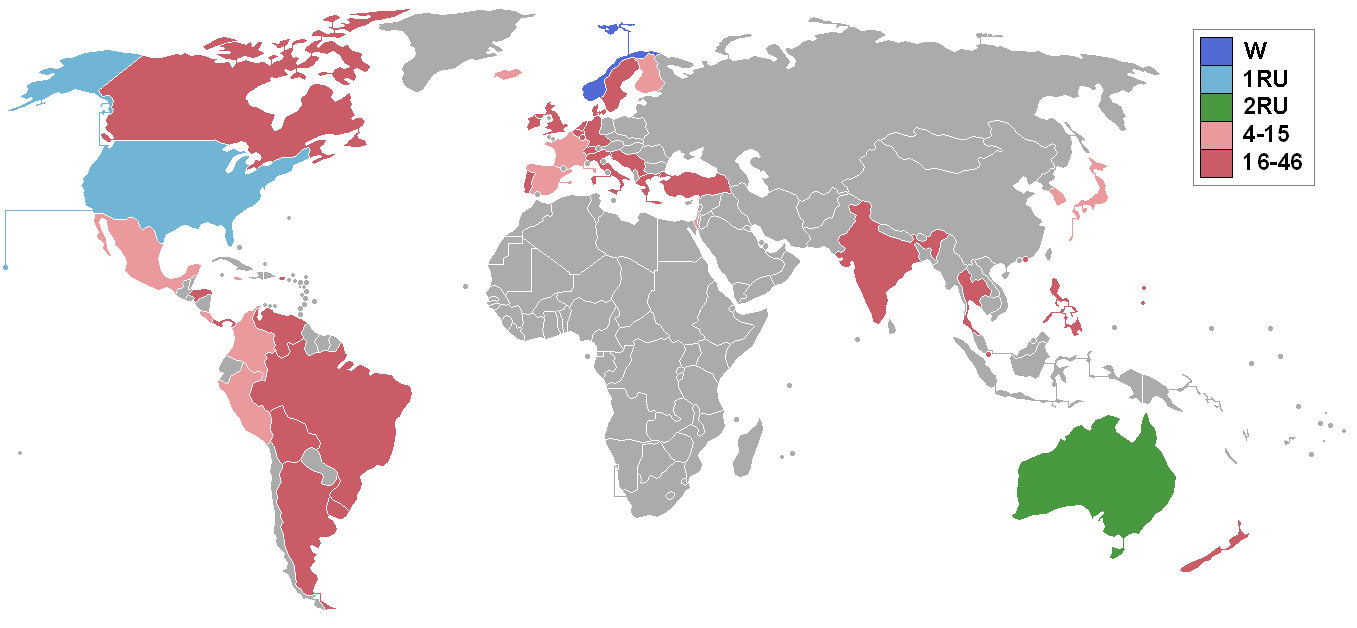
Các quốc gia và lãnh thổ tham gia Hoa hậu Quốc tế 1988 và kết quả.

### Thứ hạng
| Kết quả              | Thí sinh |
| -------------------- | --- |
| Hoa hậu Quốc tế 1988 | - Na Uy - Catherine Alexandra Gude |
| Á hậu 1              | - Hoa Kỳ - Dana Michele Richmond |
| Á hậu 2              | - Úc - Toni-Jean Frances Peters |
| Top 15               | - Colombia - Adriana María Escobar Mejía - Costa Rica - Erika María Paoli González - Phần Lan - Sari Susanna Paakkonen - Pháp - Nathalie Marquay - Iceland - Gudbjörg Gissurardóttir - Israel - Galit Aharoni - Jamaica - Michelle Samantha Williams - Nhật Bản - Yuki Egami - Hàn Quốc - Lee Yoon-hee - Mexico - María Alejandra Merino Ferrer - Peru - Susan María León Carassa - Tây Ban Nha - María Carmen Aragall Casadellá |

## Các giải thưởng đặc biệt
| Giải thưởng                 | Thí sinh                        |
| --------------------------- | ------------------------------- |
| Hoa hậu Ảnh                 | - Thái Lan - Pussorn Boonyakiat |
| Hoa hậu Thân thiện          | - Guam - Liza Maria Camacho     |
| Trang phục dân tộc đẹp nhất | - Brazil - Elizabeth da Silva   |

## Thí sinh
- Argentina - Adriana Patricia Almada
- Úc - Toni-Jene Frances Peters
- Bỉ - Alexandra Elisabeth Winkler
- Bolivia - Sonia Montero
- Brazil - Elizabeth Ferreira da Silva
- Anh Quốc - Heather Jane Daniels
- Canada - Katherine Stayshyn
- Colombia - Adriana Maria Escobar Mejía
- Costa Rica - Erika Maria Paoli González
- Đan Mạch - Tina Maria Jorgensen
- Phần Lan - Sari Susanna Pääkkönen
- Pháp - Nathalie Marquay
- Đức - Christiane Kopp
- Hy Lạp - Vasiliki Gerothodorou
- Guam - Liza Maria Camacho
- Hà Lan - Ellis Adriaensen
- Honduras - Ericka Aguilera Garay
- Hồng Kông - Trương Phụng Ni
- Iceland - Gudbjörg Gissurardóttir
- Ấn Độ - Shikha Swaroop
- Ireland - Karin May O'Reilly
- Israel - Galit Aharoni
- Ý - Fabiola Rizzi
- Jamaica - Michelle Samantha Williams
- Nhật Bản - Yuki Egami
- Hàn Quốc - Lee Yoon-hee
- Luxembourg - Isabelle Seara
- México - María Alejandra Merino Ferrer
- New Zealand - Nicky Lisa Gillett
- Quần đảo Bắc Mariana - Gloria Patricia Propst
- Na Uy - Catherine Alexandra Gude
- Panama - Xelmira del Carmen Tristán
- Peru - Susan Maria León Carassa
- Philippines - Maria Anthea "Thea" Oreta Robles
- Bồ Đào Nha - Maria Helena Raposo Canelas
- Puerto Rico - Yolanda Martínez
- Singapore - Angeline Lip Lai Fong
- Tây Ban Nha - Maria Carmen Aragall Casadellá
- Thụy Điển - Ulrika Helena Westergren
- Thụy Sĩ - Corine Wittwer
- Thái Lan - Passorn Boonyakiat
- Thổ Nhĩ Kỳ - Didem Fatma Aksel
- Uruguay - Gisel Silva Sienra
- Hoa Kỳ - Dana Michelle Richmond
- Venezuela - Maria Eugenia Duarte
- Nam Tư - Alma Hasanbasic

## Chú ý

### Trở lại
- Lân cuối tham gia vào năm 1979:
  -  Nam Tư
- Lân cuối tham gia vào năm 1982:
  -  Uruguay
- Lân cuối tham gia vào năm 1986:
  -  Thụy Điển

### Bỏ cuộc
| - Áo - Barbara Brigitta Tiefenbacher - Indonesia - Nyai Iroh Nureneh - Malta | - Ba Lan - Zaire |

## Liên kết
- Pageantopolis - Miss International 1988